# Joan Pla Villar
Joan Jesús Pla Villar, més conegut com a Joan Pla (Artana, 7 de juny de 1942 - Borriana, 8 de desembre de 2024), va ser  mestre, professor, escriptor i novel·lista valencià dedicat a la literatura juvenil. Es va donar a conéixer amb l'obra, Mor una vida, es trenca un amor. Ha publicat més de seixanta títols i ha obtingut diversos premis literaris.

## Obres
- No fiqueu llorers sobre el meu nom, Prometeo, 1980[1]
- Mor una vida, es trenca un amor, Prometeo, 1981, reed. Edicions Bromera[1]
- La màquina infernal, Gregal, 1985[1]
- L'ordinador màgic, Gregal, 1987, reed. Edicions del Bullent[1]
- L'òmicron, Gregal, 1988, reed. Edicions del Bullent
- El misteriós punyal del pirata, Edicions Bromera, 1989
- La secta del Graal, Edicions Bromera, 1992
- L'anell del Papa Luna, Tabarca Llibres, 1990
- El secret de Hassan, el morisc, Edicions del Bullent, 1992
- El segrest, Tabarca Llibres, 1992
- Marta i el geni del molí, Ajuntament de Vila-real, 1993[1]
- Graffitis, Edicions Bromera, 1993
- Tots els noms d'Eva, Edicions del Bullent, 1994[1]
- La venjança dels criptosaures, Edicions Bromera, 1994[1]
- L'antiquari i la papallona de la mort, Alfaguara-Voramar, 1995
- L'estranya mort de Berta, Edicions Bromera, 1996
- L'illa del faraó, Edicions Bromera, 1997[1]
- El crist romànic, Tabarca Llibres, 1998
- Només la mar ens parlarà d'amor, Edicions Bromera, 1998
- L'última papallona, Abril-Prodidacta, 1998
- Només la mar ens parlarà d'amor, Edicions Bromera, 1999
- El temps no passa per Montmartre, Edicions Bromera, 1999
- L'autobús d'aniràs i no tornaràs, Edicions Bromera, 2000[1]
- Cartes d'amor i de mort, Tabarca Llibres, 2001
- Han assassinat Mickey Mouse, Edelvives, 2002
- L'autobús Jordiet i la bruixa Elisenda, Edicions Bromera, 2003
- Cleo i la bicicleta embruixada, Edelvives, 2003
- El misteri de l'anell de diamants, Perifèric, 2003
- Mussa, el fill de Barba-rossa, Edelvives, 2004
- L'autobús Jordiet: pirates i bandolers, Edicions Bromera, 2004
- L'avi Sòcrates i la bruixa Penèlope, Alfaguara-Voramar, 2005
- El cant de l'últim rossinyol, Tabarca Llibres, 2005
- La mirada clònica, Perifèric Edicions, 2006
- El tren que es va enamorar, Edelvives, 2006
- Xantal, la xica digital, Edelvives, 2007
- Camí sense retorn, Tabarca Llibres, 2007
- El crim del mas maleït, Edicions del Bullent, 2009
- Pou sense fons on the rocks, Edelvives-Baula, 2009
- La maledicció del graal càtar, Edicions del Bullent, 2010
- La vida secreta de Marta
- El tresor de Barba-rossa
- El repòs dels amants (Onada Edicions, 2014)
- "El bosc cendrós"

## Premis
- 2009 Premi Enric Valor de Narrativa juvenil per La maledicció del graal càtar[2]
- 2005 Premi Ciutat de Borriana de novel·la per El cant de l'últim rossinyol[3]
- 2001 Premi Ciutat de Torrent de novel·la per Cartes d'amor i de mort[3]
- 2000 Premi Vicent Silvestre de narrativa infantil per L'autobús d'aniràs i no tornaràs[1]
- 1998 Premi Bancaixa de narrativa juvenil per Només la mar ens parlarà d'amor[4]
- 1993 Premi Vila de l'Eliana per La venjança dels criptosaures[1]
- 1993 Premi Ciutat de Vila-real de narrativa per Marta i el geni del molí[1]
- 1980 Premi Malvarrosa de narrativa per No fiqueu llorers sobre el meu nom[1]

## Reconeixements
En 2014 va ser nomenat Fill Adoptiu de Borriana.